# Tuńczyk smukły
Tuńczyk smukły (Allothunnus fallai) – gatunek dużej ryby z rodziny makrelowatych. W roku 2005 połowy tego gatunku tuńczyka wyniosły 6 ton.

## Charakterystyka

### Morfologia
Wygląd zewnętrzny: Ubarwienie jest kruczoczarne powyżej i szaro-białe poniżej.

Rozmiary: Długość powyżej 1 metra.

## Występowanie
Zamieszkuje wody południowo-wschodniej Australii, Nowej Zelandii, jak również południowy zachód Afryki.